# Ranschburg Pál
Ranschburg Pál (Győr, 1870. január 3. – Budapest, 1945. január 12.) nemzetközi hírű ideg-és elmegyógyász, orvos-pszichológus, egyetemi tanár. A kísérleti pszichológia és a gyógypedagógiai pszichológia, valamint a gyermekpszichiátria kísérleti lélektani alapjainak megteremtője Magyarországon. Megalapítója volt a Magyar Pszichológiai Társaságnak, amelynek első, majd örökös tiszteletbeli elnöke lett. Számtalan módon vett részt a magyar pszichológiai élet működésében a két világháború között. Az általa felismert „homogén gátlás” emlékezeti törvényszerűségét róla nevezték el „Ranschburg-fenomén”-nek. Testvérei: Ranschburg Viktor  könyvkiadó, a szerzői jogok meghonosítója, Ranschburg Gusztáv antikvárius, a hungarikumok gyűjtője, és Ranschburg Nándor jogász, a kartelljog hazai adaptálója.

## Életrajza
Győr-szigeten született Ranschburg Salamon rabbi és a tanítói végzettségű Berl Emilia nyolcgyermekes családjában. Apja tanulmányait a prágai és svájci egyetemeken végezte. 1857-ben kapta meg rabbioklevelét, majd hamarosan hitközségének köztiszteletben álló tudós tanítója és lelki vezetője lett haláláig. Ahogyan fiútestvérei, ő is a Pannonhalmi Szent Benedek-rend Győri Főgimnáziumában tanult, 1888-ban érettségizett. 1895-ben elnyerte ideg-elme orvosi diplomáját a budapesti Királyi Magyar Tudományegyetem Orvostudományi Karán.
1897-ben házasságot kötött Hajós (Hamburg) Irénnel.  Ez évben kérte felvételét a szabadkőműves Demokrata páholyba, hogy „a szép, a jó és igaz” politikától mentes szolgálatát vállalja, amit élete végéig meg is tartott. Nyugat-európai tanulmányútja során tudását Wilhelm Wundt lipcsei pszichológiai laboratóriumában is bővítette. 1897-ben felvették a Demokratia szabadkőműves páholyba, amelynek aktív tagja lett. Hazatérve 1899-ben a budapesti Pszichiátriai Klinika mellett egyetemi megbízatással kialakította kísérleti laboratóriumát. Mivel ennek jogalapját néhányak elvitatták, 1902-ben egyik betege adományából megszervezte magánlaboratóriumát, amely 1906-ban önálló működési jogot nyert mint Gyógypedagógiai és Pszichológiai Magyar Királyi Laboratórium. A tudományos függetlenség megőrzése érdekében nem fogadott el munkadíjat, munkatársai díjazását pedig saját jövedelméből fedezte. 1916-ban az Apponyi Poliklinika ideggyógyászati főorvosa lett. Az első világháborúban a perifériás idegsérültek műtéteit irányította, a Hadigondozó Tanács tagja volt, felesége és fia pedig önkéntesként szolgáltak. Érdemeit vöröskeresztes és polgári hadiérdemkereszttel, majd a rendkívüli egyetemi tanár címmel ismerték el 1917-ben.
Már 1905-ben elhatárolódott a radikális politikát sürgető társadalomkutatóktól, és a nemzeti-liberális irányhoz csatlakozott. 1919-ben pártatlan orvosi munkája nyomán szembekerült a zsidó túszokat ejtő vörösterrorral. Újbóli letartóztatása elől a Korányi orvoscsalád rejtette el. Asszimilációs példájukban bízva családjával együtt ő is megkeresztelkedett 1919. augusztus 31-én. A proletárdiktatúrát legyőző fehérterror azonban már előrevetítette azt a megkülönböztetést, amelyre később a zsidótörvények kirekesztő gyakorlata épült, nem kímélve őt és családját sem. Munkatársai viszont sokan melléálltak, így 1924-ben „egészségügyi főtanácsos” címet kapott. Azonban a kutatómunka kellő anyagi támogatásának hiányában és a származását kifogásolók sürgetésére, egészségi gondokkal küzdve, 1926-ban lemondott a Laboratórium vezetéséről, és Schnell Jánosra bízta azt. Egyúttal elfogadta a Laboratóriumban dolgozó Szondi Lipót kutatói önállósulását is, de a tudományos főfelügyeletet a kettévált intézmény felett még megtarthatta.
1928-ban a pedagógia és a filozófia képviselőivel együtt megalapította a Magyar Pszichológiai Társaságot, amelynek első elnöke lett. Az elnöki címet 3 évre rá „örökös tiszteletbeli elnök” címre cserélték. A Laboratórium alapításának 25 éves évfordulóját még nemzetközi hírű tudóstársakkal együtt ünnepelhette 1929-ben, amikor munkásságáért „Signum Laudis” kormányzói kitüntetést nyert.
Ahogy már 1911-től a Charité gyermekklinikán, úgy 1916-tól az Apponyi poliklinika idegosztályának főorvosaként is ingyen gyógyítva látta el a rászoruló betegeket. Az 1930-as évek világgazdasági nehézségei között, a nemzeti önértelmezés politikai válságának szorításában a szakmai társaságokban betöltött vezető szerepét és szociális támogatói tevékenységét is megfigyelés alatt tartották. 1934-ben pedig a kért támogatás helyett megszüntették szakmai felügyeleti jogát és laboratóriumát, noha az ő kutatói-módszertani iskolájából nőtt ki a nevelési és pályaválasztási tanácsadás is. Az utóbbit új intézménnyé alakították továbbra is Schnell János vezetésével, akit szintén politikai ellenőrzés alatt tartottak. 
Eközben egyre több külföldi tudományos társaság hívta meg és választotta tagjává a szellemi munka természetét vizsgáló, az emlékezet törvényszerűségeit feltáró és a részképességek fejlődési zavarait diagnosztizáló kutatásai nyomán. Emellett a neurológiai és pszichiátriai szakterületen is számontartották munkásságát, igényelték szaktanácsát kül- és belföldön egyaránt.
1936-ban még az orvosi egyetem „címzetes rendkívüli tanára”-ként jegyezték, 1938-ban viszont már megkérdőjelezte kereszténységét az Orvosi Kamara. Az 1939-es zsidótörvény már nem fogadta el az 1919. augusztus 1-je utáni keresztségfelvételt. Kényszerű nyugdíjba vonulása ellenére a hazai és külföldi tudományos élet továbbra is igényelte gyógyító- és kutatómunkája eredményeit. Ő és fia nem fogadta el a külföldre menekítés lehetőségét, hanem a magyar kultúra mindhalálig kötelezőnek tekintett szolgálatát vállalta. A munkatársai által is kért szakmai és vallási mentesítések ellenére bujkálni kényszerülve érte a halál 75 évesen, feleségével együtt. Fiait elhurcolták, amit csak egyikük élte túl. Végrendeletében kimondott üzenete: „Non omnis moriar” – „nem halok meg egészen” – látható megvalósulást nyert, amikor az Új köztemetőben lévő 2005-ben sírját nemzeti emlékhellyé nyilvánították.

## Munkássága
Érdeklődése az általános gyógyászati ismeretek elsajátítása után a pszichiátria felé fordult. Már 24 évesen feltűnő eredményeket mutatott az elmezavar alaposabb felismerésében és gyógyításában. 1899-ben Magyarországon elsőnek alapította meg kísérleti pszichológiai laboratóriumát. E tudományos műhely rövidesen a Gyógypedagógiai és Pszichológiai Magyar Királyi Laboratóriummá vált. Itt születtek azok a mérő és összehasonlító képességet vizsgáló módszerek és eszközök – elsőként a mnemométer –, melyekkel nemcsak a gyógyítást, hanem az egészségi és szociális ártalmak megelőzését is szolgálni kívánta.
Orvosi működése leglényegesebb részének a gyermekgyógyászatot tartotta. Neurológiai eredményeit az egész világon elismerték. Gyakran szerepelt külföldi kongresszusokon. 1904-ben ott volt Gießenben az I. Kísérleti Pszichológiai Kongresszuson, ahol először az 1902-ben közölt, külföldön Ranschburg-Phänomen néven ismert „homogén gátlás törvényé”-ről („Ranschburg-féle gátlás” és „Ranchburg-jelenség” néven is ismert) számolt be. Eszerint az „egymást érintő lelki tartalmak és folyamatok (érzetek, képzetek, törekvések) annál kevésbé zavarják egymást önállóságukban, minél heterogénebbek, és annál inkább, minél homogénebbek”. A hasonló emlékezeti tartalmak összeolvadásából fakadó felidézési nehézségek ismeretére épült a későbbiekben számtalan részképesség fejlődési zavarának és fejlesztési lehetőségének a feltárása, mindenekelőtt a diszlexiáé.
Kutatási eredményei a német tudományos életben korán ismertté és elismertté váltak. A Francia Tudomány-és Művészeti Akadémia kitüntetésével tagjává fogadta 1910-ben. Az 1923-ban jelent meg kétkötetes Emberi elme című jelentős összefoglaló műve. Ugyanebben fejtette ki az „elmetan”-ról álláspontját. Megkülönböztette a lélektant és a pszichológiát. Laboratóriumában a gyakorlati és a kutatómunka egységét képviselte, amit a körülötte kialakult tudományos iskola is képviselt. A laboratórium új vizsgálóeljárásokat dolgozott ki, készülékeket tervezett, szerkesztett és készített (mnemométer, tudatfantom, tachistoszkópos vetítőkészülékek stb.), mérési eljárásokat dolgozott ki. Kiemelkedőek a különböző típusú fogyatékossággal élőkön végzett figyelem-, emlékezet-, érzelemvizsgálatai, a számoló-, olvasóképesség, írás-, rajzolásvizsgálatok eredményei. A gyermekkori olvasás-, írás- és számolászavarokról közölt adatok és következtetések eredetiek, nemzetközileg Ranschburg nevéhez fűződnek; egy részüket magyarul nem is adták közre. A magyar gyógypedagógia-történetben általános gyógypedagógia-elméleti fejtegetései is jelentősek. A gyógypedagógia fogalmáról, a gyógyító nevelésről, a gyógypedagógia egységéről, szakterületeiről, a speciális szakemberképzésről vallott nézetei máig meghatározóak. Magyar, francia és német nyelvű szakirodalmi munkássága gazdag.

## Művei
- 1894

1. Transitorikus elmezavarok.

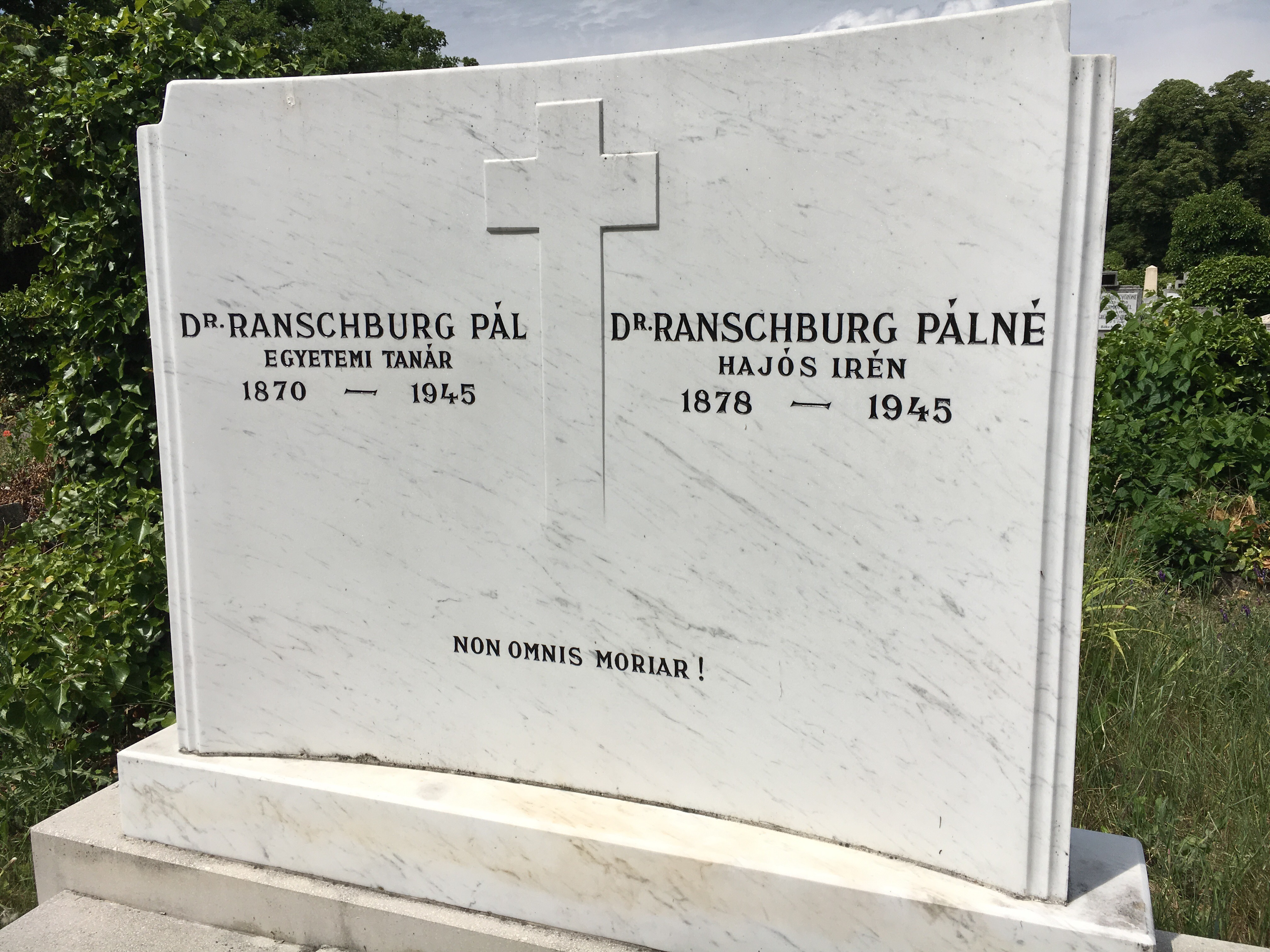
Ranschburg Pál sírja Budapesten. Új köztemető: 28-2-135/136.

Megj.: Budapest Főváros Kórházainak Évkönyve, BP. 1894, Athenaeum. Klny.-ként: Budapest 1894, Athenaeum. 12 p.
- 1895

2. Adatok a hypnotikus suggestiv therapia kérdéséhez. Orvosi Hetilap, 39. évf. 1895. 26. sz. 305-308, p., 27. sz. 318-320, 28. sz. 329-330. p., 29. sz. 341-34, p., 30, sz. 353-354. p., 31. sz. 364-365. p.
- 1896

3. Aggkorban fellépett heveny hysteria esete, 
– Orvosi Hetilap, 40. évf. 1896. 235—236. p.
4. Beiträge zur Frage der hypnotisch-suggestiven Therapie. Zeitschrift für Hypnotismus (Berlin), 4. vol. 1896. 5. no. 269—302. p.
- 1897

5. A fejfájásról. (A magyar orvosok és természetvizsgálók 29, vándorgyűlésén tartott e1őadás után.) — Gyógyászat, 37. évf. 1897. 39. sz. 592—594., 40. sz. 608—612. p.

6. A fejfájásról. A fejfájás ok- és gyógytana, tekintettel a gyakorló orvos szükségleteire. A magyar orvosok és természetvizsgálók 29, vándorgyűlésen tartott előadás után. Bp, 1897, Franklin Társ. 30 p.

7. Studien über das normale und hysterische Bewusstsein. 
Megj.: Ranschburg P. — Hajós L.: Neue Beiträge zur Psychologie des hysterischen Geisteszustandes. Leipzig – Wien, 1897, Deuticke, 31—65. p.

8. Studien über das normale und hysterische Bewusstsein. Jahrbuch für Psychiatrie und Neurologie (Leipzig Wien), 15. vol. 1897. 2—3, no. 262—295 p. 

9. Über den Kopfschmerz. Pester. Medizinische Chirurgische Presse. 33. Vol. 1897, 973., 999., 1024., 1049. p.
10. -- Hajós Lajos: A hysteriás anaesthesiák kísérletes psychologiája. – Magyar Orvosi Archívum, 6. évf. 1897. 264-302, p. Klny.-ként: Budapest, 1897, Pallas. 40 p. 

11. -- Hajós Lajos: Neue Beiträge zur Psychologie des hysterischen Geisteszustandes. Kritisch-experimentelle Studien, Leipzig – Wien, 1897, Deuticke, 131 p.

12. Hajós Lajos: Die Psychologie der hysterischen Anästhesien; einleitender und experimenteller Teil. 
Megj,: Ranschburg P.—Hajós L.: Neue Beiträge zur Psychologie des hysterischen Geisteszustandes. Leipzig — Wien, 1897, Deuticke. 1—30. p.
- 1898

13. A hysteriás és normális öntudat. — Orvosi Hetilap, 13. évf. 1898. 35. p,

14. Paraplegia spastica infantilis két esete. — Orvosi Hetilap, 13. évf. 1898. 35. p.
- 1899

15. A hisztériás mozgató hüdések pszichológiájához. (Az MTA III. osztályának 1899. jan. 16-i ülésén elhangzott előadás rövid kivonata.) — Természettudományi Közlöny, 31. köt. 1899. 152, p.

16. Pszichofiziológiai vizsgálati módszerek. (A Term. tud. Társ. Élettani Szakosztálya 1899. máj. 16-án tartott ülésén elhangzott előadás kivonata.) — Természettudományi Közlöny, 31. köt. 1899. 594—595. p,
- 1900

17. Adatok az aggok psychophysíologiájához. 1. A psychophysikai időmérések methodikája, Alapvető vizsgálatok elemi fiatal egyéneken. Budapest 1900, Dobrowsky— Franke. 20 p.

18. Adatok az aggok psychophysiologiójához. 1. r. A psychophysikai időmérések methodikája. Alapvető vizsgálatok fiatal egyéneken. — Orvosi Hetilap, 44. évf. 1900. 3. sz. 34—35. p., 4. sz. 55-56. p., 5. sz. 70—72. p. 
A 2. r. társszerzője Bálint Rezső.

19. -- Bálint Rezső: Adatok az aggok elmeműködésének psychophysikai vizsgálatához. 2. r. — Orvosi Hetilap, 44. évf. 1900. 26. sz. 395-397. p., 27. sz. 413-415. p.

20. -- Bálint Rezső: Adatok az aggok psychophysiologiájához. Budapest 1900. 14. p. (Klny. Orvosi Hetilapból.) (Psychophysikai közlemények 2.) 
Az 1. r. társszerző nélkül.

21. -- Bálint Rezső: Exakt vizsgálatok az aggok psychophysiologiája körül. (A Term. tud. Társ. Élettani Szakosztálya 1899. nov. 21-i ülésén elhangzott előadás kivonata.) Természettudományi Közlöny, 32. köt. 1900. 44—45. p.

22. -- Bálint Rezső: Über qualitative und quantitative Veränderungen geistiger Vorgänge in hohen Greisenalter, Allgemeine Zeitschrift für Psychiatrie (Berlin), 57. vol. 1900. 689-718. p.

23. -- Décsi K.: Lelki gyógymódok. (Psychotherápia.) A magnetismusról, annak az emberi szervezetre való hatásáról és lehető külső és belső gyógyalkalmazásáról. Budapest 1900, Franklin ny. VIII, 272 p., 5 t.

24. Lehmann Alfréd: Babona és varázslat a legrégibb időktől a jelenkorig. Ford. – – 2, köt. Budapest 1900. Term. tud. Társ. 1. köt. VIII, 546 p., 2. köt. VI, 412 p. Szemelvények megj.: 1901.
- 1901

25. Apparat und Methode zur Untersuchung des (optischen) Gedächtnisses für medizinisch und pädagogisch psychologische Zwecke. — Monatschrift für Psychiatrie und Neurologie (Berlin), 10. vol. 1901. 5. no. 321—333. p.

26. Módszerem és készülékem az emlékező erő vizsgálatára.
Megj.: Az 1900. évi október 28—29-én Budapesten tartott 1. Országos Elmeorvosi Értekezlet munkálatai. Szerk. Epstein László. Budapest 1901. Pallas. IV, 243 p.

27. Módszerem és készülékem az emlékező erő vizsgálatára. Budapest 1901, Dobrowsky–Franke. 10 p. (Psychophysikai közlemények 3.)

28. Studien über die Merkfähigkeit der Normalen, Nervenschwachen und Geisteskranken. – Monatschrift für Psychiatrie und Neurologie (Berlin), 9. vol. 1901, 241-259 p.

29. Lehmann. Alfréd: Babona és varázslat. Ford. – – [Szemelvények.] – Természettudományi Közlöny, 33. köt. 1901. 29—42. p.
- 1902

30. ✻Einfache Methode zur Untersuchung der Merkfähigkeit in der ärztlichen Praxis. — Zentralblatt für Nervenheilkunde, 1902

31. Az elménkre egyidejűleg beható homogén és heterogén ingerek hatásáról, tekintettel az illúziók keletkezésére. — Orvosi. Hetilap, 46. évf. 1902. 37. sz. 592—594. p., 38. sz. 610-611. p.
Klny.-ként: Budapest 1902, Pesti Lloyd-Társ. 14 p. (Orvosi Hetilap Tudományos Közleményei.)

32. Felfogásbeli tévedéseink törvényszerűsége. — Magyar Filozófiai Társaság Közleményei. 1902. 2—3. sz. 46—62. p.

33. ✻Der gegenwärtige Stand der Heilpädagogik in Ungarn. 1902.

34. ✻Die Merkfähigkeit. in der progressiven Paralyse. — Zentralblatt für Nervenheilkunde. 1902.

35. Über die Wirkung gleichzeitiger homogener und heterogener Reize mit Bezug auf die Entstehung der Illusionen. — Zentralblatt für Nervenheilkunde, 1902.

36. Über Hemmung gleichzeitiger Reizwirkungen. Experimenteller Beitrag zur Lehre von den Bedingungen der Aufmerksamkeit. — Zeitschrift für Psychologie und Physiologie der Sinnesorgane (Leipzig), 30. vol. 1902. 39—86. p. 
Klny.-ként: Leipzig, 1902, Barth. 39—86. p.
- 1903

37. Gyengetehetségű és gyengeelméjű iskolásgyermekek. A világrahozott és szerzett gyermekkori gyengébb elméjűség kórtana, psychológiája és gyógytana. Orvosok, pedagógusok részére. Budapest 1903, Athenaeum. 31 p. 
Átd. klny. Budapesti Orvosi Újság-ból.

38. ✻Das Psychologische Laboratorium an den ung. kön. heilpädagogischen Instituten zu Budapest. 1903. 121—124. p.

39. A szórványos cretinismus kór- és gyógytana. — Gyermekorvos, 1903. 4. sz. 1—5. p. (A Budapesti Orvosi Újság melléklete.) 
Klny.-ként: 1904.

40. További megjegyzések dr. Wajdits Alajos „Lélektani különlegességek” című cikkére. — Gyógyászat 43. évf. 1903. 15. sz. 235—237. p.
(Wajdits A. cikke megj.: Gyógyászat, 43. évf. 1903. 10. sz. 154—155. p., 11. sz. 171—173. p., 12. sz. 188-189. p.)
- 1904

41. A gyengeelméjűek mint tanúk. Budapesti Orvosi Újság, 2. évf. 1904. 46. sz.
927-931. p.
Klny.-ként: Bp, 1904. 5 p. (A Budapesti Orvosi Újság Tudományos Közleményei.) Megj. még: az 1904. évi … 3. Országos Elmeorvosi Értekezlet munkálatai. 1905.

42. A neurastheniások táplálkozásáról,	Diaetás és Physikai Gyógyítómódok. 1904. 1. sz. 1—4. p. (A Budapesti Orvosi Újság melléklete.) Klny.-ként: Budapest Athenaeum, 1904. 14 p. (A Budapesti Orvosi Újság Tudományos Közleményei.)
–A szórványos cretinizmus kór- és gyógytana. Budapest 1904. 5 p. (Klny.: Gyermekorvos. 1903. 4. sz. 1—5. p.) (A Budapesti Orvosi Újság Tudományos Közleményei.) Ld. 39. tételt

43. ✻Über die Bedeutung der Ähnlichkeit für das Erlernen, Behalten und die Reproduktion. (Bericht über den 1. Kongress für exp. Psychologie in Giessen, 1904.) 
Megj. még: 1905
- 1905

44. A gyengeelméjűek mint tanúk. 
Megj.: Az 1904. évi oktr 23-án és 24-én Budapesten tartott 3. Országos Elmeorvosi Értekezlet munkálatai. Szerk. Epstein László. Budapest 1905J Schmidl. 45 245 p. 
Megj. még: 1904.

45. A gyermeki elme fejlődése és működése. Különös tekintettel a lelki rendellenességekre, ezek elhárítására és orvoslására. Paedagogusok, orvosok, jogászok és a művelt közönség számára. Budapest 1905J Athenaeum. VIII, 163 p. 
2. bőv. átd. kiad. 1908.

46. (Az iskolai túlterhelésről.] -- előadása a Társadalomtudományi. Társaság 1905. márc. 31-én tartott ülésén. 
Megj.: A középiskola reformja. Vita a középiskolai kérdésről. Budapest 1905, Politzer, (A Huszadik Század Könyvtára 12.) 14—29. p.

47. A lelki élet abnormitásai.
Megj.: Az ember testi és lelki élete, egyéni és faji sajátosságai. Szerk. Alexander B.. Lenhossék M. 1—2. r. Budapest 1905, Athenaeum. (A műveltség könyvtára. 2.) 725—762. p.
2. kiad. 1907.
3. kiad. 1914.

48. ✻Quelles sont en dehors des moyens ďéducation ordinaires les mesures les plus efficaces pour assurer la préservation des enfants moralement abandonnés et la réforme des enfants vicieux qui n'ont encore commis aucune infraction punissable? (Congrés Pénitentiaire International de Budapest, 1905.)

49. Studi sulla misura della memoria dei normali, psicopatici ed alienati. Roma, 1905, Forzani. 7 p. (Klny.: Atti del 5. Congresso Internazionale di Psicologia. Roma, apr. 1905.)

50. A szellemi munka természete.
Megj.: Az ember testi és lelki élete, egyéni és faji sajátosságai. Szerk. Alexander B., Lenhossék M. 1—2. r. Budapest 1905, Athenaeum. (A műveltség könyvtára. 2.) 289—308. p.
2.	kiad, 1907.
3.	kiad. 1914.

51. ✻Über die Bedeutung der Ähnlichkeit für das Erlernen, Behalten und für die Reproduktion Journal für Psychologie und Neurologie. 5. vol. 1905. 3—4. no. 
Megj. még: 1904.

52. -Vergleichende Untersuchungen an normalen und schwachbefähigten Schulkindern. — Zeitschrift für Kinderforschung, 1905.
- 1906

53. Fantom a tudatenergia jelenségeinek demonstrálására. — Orvosi Hetilap, 50. évf. 1906. 1. sz. 139-140. p.

54. Öröklött bujakóros alapon fejlődött gyermekdedség (infantilismus) esete. — Gyermekorvos, 1906. 1. sz. 1—7. p. (A Budapest Orvosi Újság 4. évf. 1906 14. sz. melléklete.) Klny.-ként: Budapest 1906, Pesti Lloyd Társ. 7 p. (A Budapest Orvosi Újság Tudományos Közleményei)

55. A szellemi működések fizikája. Nemzeti Nőnevelés, 1906, 241-245., 303-306., 334—339., 430-442. p.

56. A szellemi működések fizikájáról. Népszerű kurzuselőadások. [Rövid tartalom.] Természettudományi Közlöny, 38. köt. 1906. 525—526. p.
- 1907

57. Hogyan számol a gyermek? — A Gyermek, 1. évf. 1907. 83— p. (Megj. Gyermekvédelmi Lap, 3. évf. 1907. mellékleteként.)

58. Jelentés a Kísérleti Paidológiai Szakosztály működéséről. — A Gyermek, 1. évf. 1907. 12– p. (Megj. Gyermekvédelmi Lap, 3. évf. 1907. mellékleteként.)

59. Leicht schwachsinnige Kinder als Zeugen. – EOS (Wien), 3. vol. 1907. 2. no. 81-101. p.
Klny.-ként: Wien, 1907,

60. A lelki élet abnormitásai.
Megj.: Az ember testi és lelki élete, egyéni és faji sajátosságai. Szerk. Alexander B., Lenhossék M. [2. kiad.] Budapest 1907, Athenaeum. (A műveltség könyvtára 2.) 725–762. p.
1. kiad. 1905.
3. kiad. 1914.

61. A szellemi munka természete.
Megj.: Az ember testi és lelki élete, egyéni és faji sajátosságai. Szerk. Alexander B., Lenhossék M. [2. kiad.] Budapest 1907, Athenaeum. (A műveltség könyvtára 2.) 289–308.p
1. kiad. 1905.
3. kiad. 1914.

62. Téveseszmés vegetarianizmus és önéheztetés esete 10 éves korban. – Gyermekorvos, 5. évf. 1907. 4. sz. 42–44. p. (Mell. a Budapest Orvosi Újság 1907. 52. sz.-hoz.)
Klny.-ként: Budapest 1907, Pesti Lloyd Társ. 10 p. (A Budapest Orvosi Újság Tudományos Közleményei.)

63. ✻Törzsnaplóminta a megfigyeléshez. 1907.

64. Über Art und Wert klinischer Gedächtnismessungen bei nervösen und psychischen Erkrankungen. 1. T – Klinik f. Psych. u. Nervöse Krankheiten (Halle a. S.) 2. NOI. 1907. 365-404. p.
2.	T. 1908.	
3.	T. 1910.

65. ✻A züllésnek kitett vagy züllésnek indult gyermekek megfigyelési tervezete. Útmutató. Kiad. a M. Kir. Belügymin. Budapest 1907.
- 1908

66. -Der gegenwärtige Stand der angewandten Psychologie in Ungarn. – Zeitschrift für Angewandte Psychologie. 2. vol. 
67. A gyermek emlékezete. — A Gyermek, 2. évf. 1908. 1. sz. 1–5. p. (Mell. Gyermekvédelmi Lap, 4. évf. 1908. 1. sz.-hoz.)

68. A gyermeki elme ép és rendellenes működése, egészségtana és védelme. Paedagogusok, orvosok, jogászok és a művelt nagyközönség számára. 2 átd. kiad. Budapest 1908, Athenaeum. VIII, 247 p., 2 t. 
1. kiad. 1905.

69. A kóros értelmi gyengetehetségűség elhatárolása a physiologiás korlátoltságtól. – Elme és Idegkórtan, 5. évf. 1908. 3–4. sz. 97–144. p. (Az Orvosi Hetilap melléklete.)

70. ✻A szellemi munka egészségtani szabályai. (Levél egy középiskolai tanulóhoz.) Megj.: Egészségnaptár. 1908.

71. A tanúvallomások psychologiójának tárgyalása. – Jogtudományi Közlöny, 1908. 265-267. p.

72. Über Art und Wert klinischer Gedächtnismessungen bei nervösen und psychischen Krankheiten. 2. T. – Klinik f. Psychi u. Nervöse Krankheiten (Haile a. S.), 3. vol. 1908, 97– p.
1. T. 1907.
3. T. 1910.

73. ✻Zur physiologischen und pathologischen Psychologie der elementaren Rechenart. 1. 1. T. – Zeitschrift für Experimentelle Pädagogik. 7. vol. 1908. 3—4. no.
2. T. 1909.
- 1909

74. Elmélkedések a gyógypedagógia jelenéről és jövőjéről. – Magyar Gyógypedagógia, 1909. 41–50., 81–85. p.

75. Über die Möglichkeit der Feststellung des geistigen Kanons des normal Menschen. Budapest 1909, Franklin. 80–91. p. (Klny.: 16. Int. Med. Congr. in Budapest, 1909.)

76. Zur physiologischen und pathologischen Psychologie der elementaren Rechenarten. 
2. T. – Zeitschrift für Experimentelle Pädagogik. 9. vol. 1909. 3–4. no.
1. T. 1908.
- 1910

77. ✻Enzyklopädisches Handbuch der Heilpädagogik. Halle a, S. 1910.
-- közreműködésével.
ld. még: Über das Gedächtnis, 1931.

78. Über Art und Wert klinischer Gedächtnismessungen bei nervösen und psychischen Krankheiten. 3. T. – Klinik f. Psych. u. Nervöse Krankheiten (Halle a. S.) 5. vol.
1910. 2. no. 89–194. p.
Klny.-ként: Halle a. S. 1910, Marhold. 89–194. p.
1. T. 1907.
2. T. 1908.
- 1911

79. Adatok az emlékezés pathologiájához. – Magyar Filozófiai Társaság Közleményei. 1911. 96–116. p.
Klny.-ként: Budapest 1911. Franklin. 96—116. p.

80. Die Ergebnisse der experimentellen Psychopathologie des Gedächtnisses. 
Megj.: Bericht über den 4. Kongr. für Exper. Psychol. 1910. Leipzig, 1911. 95–180. p.

81. Das kranke Gedächtnis. Ergebnisse und Methoden der experimentellen Erforschung der alltäglichen Falschleistungen und der Pathologie des Gedächtnisses. Leipzig, 1911, Barth, X, 138 p.

82. ✻A pathológiás alkatúak züllöttsége, a gyermekkori züllöttség psychopathiája és társadalmi hygienéje.
Megj.: Magyar Elmeorv. Értek. Évkönyve. 1911.
- 1912

83. Az emlékezet lélektani hygienéjéről.
Megj.: Emlékkönyv dr. Schuschny Henrik iskolaorvosi és egészségtantanári működésének 25. évfordulója megünneplésére. Budapest 1912. Franklin. 183–205. p. 
Megj. még: 1913.

84. A figyelmetlenség pedagógiai pszichológiája és pathológiája. – Magyar Pedagógia, 21. évf. 1912. 3. sz. 137-154. p.

85. Die Gedächtnisschwäche und ihre Behandlung. – Deutsche Medizinische Wochenschrift (Leipzig – Berlin), 1912 51—52. no.

86. „Mikrostat” egyetemleges kézi kapcsolókészülék a villamosság orvosi alkalmazásának céljaira. – Orvosi Hetilap, 56. évf. 1912. 46. sz. 844–846. p.

87. ✻Sur les rapports entre la mémoire et l’intelligence.
Megj.: Trav. de Congr. Internat. de Pédologie. 2. vol. Bruxelles, 1912.
- 1913

88. Az emlékezet lélektani hygienéjéről. Közegészségügyi és Törvényszéki Orvostudomány. 1913. 2. sz. 13–18. p. (Mell. Budapest Orvosi Újság 11. évf. 1913. 20. sz.-hoz.). Klny.-ként: Budapest 1913, Pesti Lloyd Társ. 21 p. (A Budapest Orvosi Újság Tudományos Közleményei.)
Megj. még: 1912.

89. A fiatalkori züllöttség lélektanának. kórtanának és gyógypaedagógiójónak alapjaira Megj.: A fiatalkorúak bírói, ügyészei részére rendezett továbbképző tanfolyamon tartott előadások. 1. sorozat. Budapest 1913, Pesti ny. 125—180. p. 
Klny-ként: 1914.

90. ✻A fiatalkori züllöttség lélektanának, kórtanának és gyógypaedagógiájának alapjai. Kiad. A Patronage Egyesületek Országos Szövetsége. Budapest 1913.

91. -A kellemes és kellemetlen tényekre való visszaemlékezés képességéről.
Megj.: Nagy László emlékkönyv. 1913. 43–45. p.

92. „Mikropan“ ein universeller Handanschlussapparat für elektromedizinische Zwecke. – Deutsche Medizinische Wochenschrift (Leipzig – Berlin), 1913. 24. no.

93. Pszichológiai tanulmányok (1901–1913). 1. köt. 1–4. r. Budapest 1913. XIV, 236 p. (Gyermektanulmányi könyvtár 2.)
2. köt. 1914.

94. -Über die Wechselwirkungen gleichzeitiger Reize im Nervensystem und in der Seele. – Zeitschrift für Psychologie. 67. vol. 1913.

95. -Über ein neuropsychologisches Grundgesetz. — Deutsche Zeitschrift für Nervenheilkunde. 50. vol. 1913.
- 1914

– A fiatalkori züllöttség lélektanának, kórtanának és gyógypaedagógiájának alapjai. Budapest 1914, Pesti ny. 125–180. p. (Klny.: A fiatalkorúak bírói, ügyészei … részére rendezett továbbképző tanfolyamon tartott előadások. 1. sorozat. Budapest 1913.) ld. 89. tételt.

96. A lelki élet abnormitásai
Megj.: Az ember testi és lelki élete, egyéni és faji sajátosságai. Szerk. Alexander B., Lenhossék M, 3. átd. kiad Budapest 1914, Athenaeum. (A műveltség könyvtára 2.) 725– 762. p.
1. kiad. 1905.
2. kiad. 1907.

97. ✻Psychologische Methoden zur Erforschung des Verlaufes der nervösen Erregung unter normalen und pathologischen Bedingungen. – Psychiatrisch-neurologische Wochenschrift, 15. vol. 1914. 42. no.

98. Pszichológiai tanulmányok (1901–1913). 2 köt. A lelki élet minőleges alaptörvénye. Budapest 1914. VIII, 267 p. (Gyermektanulmányi könyvtár 4.)
1. köt. 1913

99. A szellemi munka természete.
Megj.: Az ember testi és lelki élete, egyéni és faji sajátosságai. Szerk. Alexander B., Lenhossék M. 3. átd. kiad. Budapest 1914, Athenaeum. (A műveltség könyvtára 2.) 289–308. p.
1. kiad. 1905.
2. kiad. 1907.
100. Éltes Mátyás: A gyermeki intelligencia vizsgálata. Binet, Simon és mások alapján magyar gyermekekre alkalmazva. – – előszavával. Budapest 1914, Athenaeum. 132 p.
- 1915

101. Adatok a homlokagylebenyek élet-, kór- és gyógytanához. – Orvosi Hetilap, 59. évf. 1915. 50. sz. 669–673. p., 51. sz. 685-689. 52. sz. 702–704. p.

102. ✻A hadsereg szellemi egészségügye.
Megj.: „Inter Arma” háborús tárgyú előadások gyűjteménye. Budapest 1915, Szabad Líceum stb. 178–198. p.

103. Homlokagy és intelligencia a háborús sebesülések világításában. (1915. nov. 25-én tartott előadás kivonata.) – Athenaeum, I. évf. 1915. 4. sz. 458–459. p.

104. A sérült ideg állapotának diagnostikájáról – Orvosképzés, 5. évf. 1915, 244–252 p. Klny.-kényt: Budapest 1915, Franklin. 244–252. p.

105. Zur Diagnostik des Zustandes traumatisch gelähmter Nerven. – Pester Medizinischchirurgische Presse. 51. vol. 1915. 133– p., 139– p.
- 1916

106. Die Leseschwäche (Legasthenie) und Rechenschwäche (Arithmasthenie) der Schulkinder im Lichte des Experiments. Berlin, 1916, Springer Verl. V, 69 p. (Zwanglose Abhandlungen aus den Grenzgebieten der Pädagogik und Medizin. Heft.)

107. Schnelle Wiederherstellung der Funktion des durch Naht wiedervereinigten N. radialis. – Deutsche Medizinische Wochenschrift (Leipzig – Berlin), 1916. 50. no. 1546– p.

108. Über klinische Untersuchung, operative Biopsie und Heilerfolge bei unfrischen und veralteten Fällen von Schussverletzungen der peripheren Nerven, – Beiträge zur klinischen Chirurgie. (Tübingen), 101. vol. 1916. 5. no. (Kriegschir.) 521–593. p. Kiny.-ként: Tübingen, 1916. 521-593. p.
- 1917

109. A felső végtag idegeinek anastomosisairól, különös tekintettel idegkórtani és sebészeti jelentőségükre. – Orvosi Hetilap, 61. évf. 1917. 10. sz. 125–129. p. 
Klny.-ként: Budapest 1917, Pápai ny. 14 p.

110. Hogyan gyógyulnak az idegvarratok? Válasz Makai Endre az Orvosi Hetilap f. évi 11. számában közölt cikkére. – Orvosi Hetilap, 61. évf. 1917. 12. sz. 159–160. p.

111. Az idegvarratok eredményességéről, Budapest – Orvosi Újság, 15. évf. 1917. 19. sz. 149–152. p.

112. További adatok az idegvarratok eredményességének s utókezelésük szükségességének kérdéséhez. – Gyógyászat, 57. évf. 1917. 24. sz. 284–286. p. 
Klny.-ként: BP. 1917, Franklin. 10 p.

113. ✻Über d. Anastomosen d. Nerven d. oberen Extremit. d. Menschen mit Rücksicht auf ihre neurol. u. nervenchirurg. Bedeutung. – Neurolog. Zentralblatt, 1917. 13. no.

114. ✻Zur Diagnose des motorischen Heilerfolges der Nervennaht. Monatschrift für Psychiatrie und Neurologie. 42. vol. 1917.
- 1918

115. Die Heilerfolge der Nervennaht und sonstiger Operationen an mehr als 1500 verletzten Extremitätennerven. Berlin, 1918, Karger. 194 p. (Spätkorrektive Therapie der Kriegverletzungen der Extremitäten. 1. Bd.)
- 1919

116. Späterfoige nach Nervenoperationen. – Wiener Klin. Rundschau. 33. vol. 1919. 223–p.
- 1921

117. A kiváló tehetségű gyermekek és a kiváló tehetségek a gyermekkorban. – A Gyermek, 15. évf. 1921. 1–5. sz. 40–46. p.

118. A sella turcica anomaliával s daganataival járó dystrophia adiposogenitalis eseteiről. – Gyógyászat, 61. évf. 1921. 18. sz. 208–210. p.

119. Zwei Fälle von. hypophysärer Dystrophia adiposogenitalis und ihre Behandlung mittels Röntgenbestrahlung. – Deutsche Medizinische Wochenschrift (Leipzig – Wien), 47. vol. 1921. 1291– p.
- 1922

120. ✻Az érzetek új psychophysiologiás elméletéhez. – Magyar Orvos, 3. évf. 1922. 4. sz.
- 1923

121. Az emberi elme. 1. köt. Az értelem. 2. köt. Érzelem, ösztön, akarat, egyéniség, Budapest 1923. 1. köt. XXIII, 278 p., 2. köt. XIV, 270 p. (Pantheon ismerettára.)
- 1924

122. Az érzéki, értelmi és erkölcsi fogyatékosságok megelőzése az orvostudomány és a gyógypedagógia szempontjából. 
Megj.: A testi fogyatékosságok okai és megelőzése. Budapest 1924. (Gyógypaedagógiai könyvtár 1.) 7–28. p.

123. Ein Kraniocephalograph. Apparat und Methode zur Aufnahme der Ebenen und Masse des knöchernen und des Kopfschddels in allen Dimensionen. — Zeitschrift f. d. ges. Neurol. u. Psychiatr. (Berlin), 94. vol. 1924. 372–486. p.

124. ✻Pathopsychologie der Störungen des Lesens, Schreibens und Rechnens im Schulkindesalter.
Megj.: Bericht über den 2. Kongress für Heilpädagogik in München. 1924.
- 1925

125. que des services soient installés dans les etablissements penitentaires pour l'étude des détenus? (Travaux préparatoires du Cong. Pénitentiaire International á Londres, 1925.)

126. ✻A siketnémák számolóképességéről. – A Siketnémák és Vakok Oktatásügye. 27. évf. 1925. 4–6. sz.

127. ✻Über die Möglichkeit d. EinfÜgung eines Profils des Temperaments in das Rossolimo'sche Profil. Neurologia, Neuropathologia, Psychologia, Psychiatria. 
Megj.: Rossolimo-emlékkönyv. Moszkva, 1925.
- 1926

128. ✻Az álmatlanság kór- és gyógytana. – Therapia, 1926. 6. no.

129. A budapesti Gróf Apponyi Albert Poliklinika Ideggyógyászati Osztályán használatos gyógyeljárások.
Megj.: Klinikai recipekönyv. Szerk. Müller Vilmos. 4. bőv. kiad. Budapest 1926, Lampel. 843–896. p.
5., bőv. kiad. 1929.

130. -Die Fehler des geistigen Apparates. lhre Psychologie, Physiologie und Physik. Megj.: Bericht über den Internat. Kongr. für Psychologie in Groningen. 1926.

131. ✻Psychotherapie, Psychologie und Psychopathologie. 
Megj.: Bericht z. d. 1. allg. ärztl. Kongress f. Psychotherapie, Baden-Baden, 1926.

132. Die Rechenfertigkeit und Rechenfähigkeit der geistig Defekten und Sinnesdefekten (Debilen, Blinden, Taubstummen.)
Megj.: Bericht über den Kongress für Heilpädagogik in München, 1926.

133. Über spontane Vereinigung periphere, total getrennter Nerven am Menschen, Ein Beitrag zur Frage des Homotropismus lebender Gewebe. Zeitschrift für die gesamte Neurologie und Psychiatrie (Berlin). 105. vol. 1926, 797–809. p.

134. ✻Vergleich. Untersuchungen über die Rechenfähigkeit d. Normalen, Sínnesdefekten und d. Debilen.
(3. Kongr. für Heilpädagogik. München, 1926.)

135. ✻Zur Psychologie, Physiologie und Physik d. normalen u. pathologischen Bewusstseinerscheinungen.
Megj.: Festschrift für Bechterew. Leningrad – Moszkva, 1926.
- 1927

136. [Az érzelmi élet egészségtana.] A Közegészségügyi Egyesület 1927. febr. 1-i előadóestjén tartott előadás ismertetése. – Magyar Gyógypedagógia. 15, évf. 1927. 89. p.

137. A fogyatékosak orvosi védelme. – Magyar Gyógypedagógia, 15. évf. 1927. 1–3, sz. 4–14. p.

138. [Kétszázhúsz] 220 voltos villanyáram által hydrokephalusos egyénen okozott sklerosismultiplex-szerű szerves idegbántalomnak műtétileg javított esete. – Gyógyászat, 67. évf. 1927. 51–52. no. 1135–1141. p.
Klny.-ként: Budapest 1927. Globus ny. 11 p.

139. ✻Zur Mitteilung v. P. Molitor: Die Leseschwäche eines normal begabten achtjährigen Knaben (in dieser Zeitschrift Bd. 32., Heft. 2). – Zeitschrift f. Kinderforschung. 33. vol. 1927. 1 no.

140. Zur Pathophysiologie der Sprech-, Lese-, Schreib- und Druckfehler. – Psychiatrischneurologische Wochenschrift (Halle a. S.) 29. vol. 1927. 2. no. 19– P.
- 1928

141. Az epilepsia gyakorisága. Klímás, politikai és közgazdasági tényezők befolyása az epilepsia fellépésére, — Magyar Orvos, 1928. 8. sz.
Autoreferátum: M. Psychológiai Szemle, 2. évf. 1929. 1–2. sz. 156. p.

142. Az epilepsia gyógytana. – Magyar Orvos, 9, évf. 1928. 20 sz. 513–516, p., 21. sz. 540–542. p., 22. sz. 566–568. 23. sz. 590–592. p.

143. ✻Az epilepsiás roham kórtanának mai állása. – Magyar Orvos, 9. évf. 1928. 14. sz.

144. ✻Az epilepsiás terheltség és az epilepsia socialis prophylaxisa. – Magyar Orvos, 9. évf. 1928. 8. sz.

145. Ideg-, kedély- és elmebetegségek. Ideges hajlamosság.
Megj.: Nyitott könyv. Szerk. Bodor A., Gerlóczy Zs, Kiad. az Orsz. Közegészségügyi Egyesületi Budapest [1928]. 319 p., 27 t.

146. Die Lese- und Schreibstörungen des Kindesalters. lhre Psychologie, Physiologie, Pathologie, heilpädagogische und medizinische Therapie. Halle a. S., 1928, Marhold. 314 p. (Heilpädagogik und Medizin.)

147. Psychologia és természettudomány. – Budapest 1928, Novák. 32 p. (A Magyar Psychologiał Társaság közleményei 1.)

148. Psychologia és természettudomány. Magyar Psychologiai Szemle. 1. évf. 1928. 1–2. sz. 9–41. p.

149. A szervi idegbántalmak gyógykezelése. Gyógyászat, 68. évf. 1928. 28. sz. 662– 664. p.
- 1929

150. ✻Beschränktheit, geistige Rückständigkeit und pathologische Debilität in ihren Beziehungen zur Heilpädagogik.
Megj.: Bericht über den 4. Kongress für Heilpädagogik in Leipzi, 1928. Berlin, 1929, Springer.

151. Érdekesebb enkephalogrammok. (A Budapest Kir. Orvosegy. elme- és -idegkórtani szakosztályának febr. 22-i ülésén elhangzott előadás ismertetése.) – Orvosi Hetilap, 73, évf. 1929. 10. sz. 244– p.

152. ✻Hydrokephalus és enkephalographia. – Orvosi Hetilap, 73, évf. 1929.

153. Az idegesség orvosi megelőzése és az ideges gyermekek orvosi védelme. (A M. Gyógyped. Társ. 3. Orsz. Értekezletén elhangzott előadás ismertetése.) – Magyar Gyógypedagógia, 17. évf. 1929. 7–8, sz. 101–102. p.

154. Ideggyógyászat.
Megj.: Klinikai recipekönyv. Szerk. Müller Vilmos. 5. bőv. kiad. Budapest 1929, Franklin.
1–2. köt.
4. bőv. kiad. 1926.

155. A (Magyar Psychologiai Társaság) 1929. évi közgyűlésén elhangzott beszédek és jelentések. 1. Elnöki megnyitó – – Magyar Psychologiai Szemle. 2. évf. 1929. 3-4., 3. évf. 1930. 1–2. összevont sz. 126–130. p.

156. Schaffer Károly: Az elmebetegségek és a kapcsolatos idegbetegségek kórtana. Budapest 1927, Novák. 355 p.
Ism. -- Magyar Psychologiai Szemle. 2. évf. 1929. 1–2, sz. 153–156. p.
- 1930

157. Experimentelle Beiträge zur Lehre von Gedächtnis, Urteil und Schlussfolgerung an Gesunden und Kranken. — Archiv für die gesamte Psychologie (Berlin), 77. vol. 1930. Sept. 437–526. p.
Klny.-ként: Leipzig, 1930, Akad. Verl. 437–526. p.
- 1931

158. (Magyar Psychológiai Társaság 1931. márc. 19-i közgyűlése.) Elnöki megnyitó (Ismertetés.) – Magyar Psychologiai Szemle, 4. évf. 1931. 1–2. sz. 132 p.

159. A paralysis progressiva lázkezelésének therápiás értéke. – Orvosi Hetilap, 75. évf. 1931. 26. sz. 673–680. p., 27. sz. 697-701. p.
Autoreferátum: Budapest Orvosi Újság, 1931. 48. sz. 1113 (helyesen: 1213) –1215. p. 

160. Über das Gedächtnis.
Megj.: Enzyklopädisches Handbuch der Heilpädagogik. 3–4. Heft, 2. völl. umgearb. Aufl. Halle a. S. 1931, Marhold.
1. Aufl. 1910.

161. Tehetségproblémák. Budapest 1930, 181 p.
Ism. -- Magyar Psychologiai Szemle. 4. évf. 1931. sz. 141–150. p.
- 1932

162. Behaviorismus und Psychologie. Zur Kritik der apsychologischen Psychologien. – Archiv für die gesamte Psychologie (Leipzig), 86. vol. 1932. 3–4. no. 307–406. p.
Klny.-ként: Leipzig, 19321 Akad. Verl. 307–406. p,
Magyar nyelven: Behaviorizmus és pszichológia. 1970.

163. A koponya-üregrendszer fényképezésének (encephalographia) tanulságai az ideggyógyászat szempontjából. Budapest Orvosi Újság, 30. évf. 1932. 23. sz. 541–542. p.

164. Nagy László mint gyermekpszichológus. 
Megj.: Nagy László emlékére … Szerk. Ballai K., Nógrády L. Kiad. a Magy. Gyermektanulmányi Társ. Nagy László emlékbizottsága. Budapest 1932. 19–36. p.

165. A nemi ösztön pedagógiája. (Újabb szexuálpedagógiai mozgalmak a magyar irodalomban.) – Magyar Paedagogia. 41. évf. 1932. 1. sz. 1–16. p. 
Klny.-ként: Budapest 1932. Egyet. ny. 16 p.

166. Reflexologie und Psychologie. Poznaň, 1932, Pozň. Tow. Psych. 72 p. (Klny.: Kwartalník Psychologiczny 3. vol. 3–4. no.)

167. -- Schill [lmre] E.: Alexie und Agnosie. – Zeitschrift für die gesamte Neurologie und Psychiatrie (Berlin), 139. vol. 1932. 2. no, 192–240. p.
- 1933

168. Beiträge zum Verhalten der Reflexe, Automatismen und bewussten Funktionen in scheinbar unbewussten Zuständen. – Zeitschrift für Psychologie (Leipzig), 129. vol. 1933, 338-352. p.

169. Kiesow Frigyes professzor 75 éves. – Magyar Psychologiai Szemle, 6. évf. 1933. 3–4. sz. 121-122 p.

170. Sinnesphysiologische und psychologische Erfahrungen an Verkrüppelten, – Archivio Italiano di Psicologia, 11. vol. -1933. 11. no. (Kiesow emléksz.)

171. Talentum és elmefogyatékosség. (Megjegyzések Szondi Lipótnak a tehetségek és fogyatékosságok testi és elmebeli alkattanát és biológiai kapcsolatait tárgyaló munkálataihoz, 1930–1933.) – Magyar Psychologiai Szemle, 6. évf. 1933. 3–4. sz. 123-148. p.
- 1934

172. Az amidopyrinnel kombinált allylisopropylbarbitursavas készítmények altató és egyéb hatásairól az emberi elmére. Budapest 1934, Globus ny. 22, 2 p. (Klny. a Gyógyászat Tudományos Közleményeiből.) 
ld. még: A fájdalomcsillapítókkal kombinált… 

173. Az enkephalographia orvostani jelentősége. – Az Orvosi Gyakorlat Kérdései. 7. évf. 1934. 169–170. p. (Mell.: Orvosi Hetilap, 78. évf. 1934. 44. sz.-hoz.)

174. A fájdalomcsillapítókkal kombinált allylbarbitursavas készítmények altató és egyéb hatásairól az emberi elmére, különös tekintettel a Hungaronal dr. Bayer nevű új készítményre. – Gyógyászat, 74. évf. 1934. 41. sz. 593–595. p., 42. sz. 619–621. 43. sz. 636-639, p.
ld. még: Az amidopyrinnel kombinált...

175. A nem-tudatos és tudatos működések magatartása a narkózisban és a narkózis után. – Orvosképzés, 24. évf. 1934. „Poliklinika” különsz. 17–23, p.

176. A tabes, paralysis és egyéb lueses idegbetegségek gyógykezeléses Budapest 1934, Petőfi Irod. Váll. 36 p. (A gyakorló orvos könyvtára 34.)

177. Arató Géza – –: A sklerosis multiplex (szétszórt gócú agygerincvelőkeményedés) lefolyásának függősége a betegség idején való felismerésétől. – Budapest Orvosi Újság, 32. évf. 1934. 2. sz. 25–29. p.
- 1935*

178. A fejfájás ok-, kór- és gyógytana a gyakorlóorvos szempontjából. – Gyógyászat, 75. évf. 1935. 22. sz. 371–374. 23. sz. 388-393. p., 24. sz. 408-412. p.

179. Die kortikale Taubstummheit des Kindesaiters. I. T. — Zeitschrift für Kinderpsychiatrie (Basel), 2. vol. 1935. Dez. 129-145. p.
Klny.-ként: 1936.
2. T. 1936.
Bemerkungen … 1936.

180. A siketnémák egy csoportjának hallóvá tételéről a Bárczi Gusztáv-féle módszerrel. – Magyar Gyógypedagógia, 23. évf. 19352 4–8. sz. 57–83 p. ld. még: 184. tételt.

181. Der Stand der jugendlichen Bestrebungen in Ungarn. Zeitschrift für Jugendkunde (Leipzig), 1935. 14 p.

182. Az új psychologiák és a jövő neveléstudománya. Kalocsa, 1935, Árpád ny. 7 p.
(Klny.: Jövő Útjain.)

183. Újabb természettudományos irányok a pszichológiában. Magyar Pszichológiai Szemle, 8. évf. 1935. 3-4. sz. 281–292. p.

184. Bárczi Gusztáv – –: A siketnémák egy csoportjának hallóvá tétele. Két értekezlet. Budapest 1935, Árpád ny. 46 p. (Klny. Magyar Gyógypaedagégiából) 
ld. még: 180. tételt.
- 1936

185. A fejfájás kór- és gyógytana. Budapest 1936, Novák. 63 p. 
— Zur kortikale Taubstummheit. des Kindesalters. 1. T. (Basel), 1936. 129–145. p. (Klny.: Zeitschrift für Kinderpsychiatrie.) 
ld. 179. tételt.

186. Die kortikale Taubstummheit des Kindesalters. 2. T. Zeitschrift für Kinderpsychiatrie (Basel), 2. vol. 1936. Febr. 169– p.
1. T. 1935.

187. „Die kortikale Taubstummheit im Kindesalter”. Bemerkungen zur Berichtigung Herrn Prof. Fröschels. – Zeitschrift für Kinderpsychiatrie (Basel), 3. vol. 1936. Juli. 62–64. p. 1. T. 1935.

188. Megemlékezések a magyar és külföldi psychologia halottairól. „A lélektan tudománytörténetéhez” – Magyar Pszichológiai Szemle, 9. évf. 1936. 1–4. sz. 102–112. p.

Klny.-ként: „A lélektan tudománytörténetéhez” címmel. [Szeged, Ablaka ny.] 1936. 11 p.
- 1937

189. Az agykéregi siketnémaság és a siketnémák hallásos beszédfejlesztése. Orvosi Újság, 35. évf. 1937. 2 sz. 25–29. p.

190. A magasabb szellemi működések helyes vagy téves voltát megszabó törvényekről. – Magyar Pszichológiai Szemle, 10. évf. 1937. 1–4. sz. 3–37. p. 
Bőv. klny.-ként: „Az emberi tévedések törvényszerűségei…” címmel 1939.

191. A zajellenes küzdelem természettudományos alapjai. – Természettudományi Közlöny, 69. köt. -1937. 321-327. p. 
Klny.-ként: Budapest 1937. Egyet. ny. 7 p.
- 1938

192. A sokfoltú keményedés… gyógyítástana 45 év tapasztalatainak tükrében. – Magyar Orvos, 1938. 17-18. sz.
Klny.-ként: [Pestszenterzsébet] 1938, [Rajkai ny.] 40 p.

193. A vérbaj és az idegbetegségek. – Teleia, 16. évf. 1938. 50–55. p.
- 1939

194. Az emberi beszéd strukturáltságát feltételező tényezők törvényszerűségeiről. Megj.: Mitrovics [Gyula]-emlékkönyv tudományos működésének ötvenedik évfordulójóra. Budapest 1939. 259–308. p.
Klny.-ként: Debrecen. 1939. Nemz. Könyvkiadó. 55 p.

195. Az emberi beszéd strukturáltságát feltételező tényezők törvényszerűségeiről. 
– Esztétikai Szemle, 5. évf. 1939.

196. Az emberi tévedések törvényszerűségei. A magasabb szellemi működések helyes vagy téves voltát megszabó törvényekről, ép, fogyatékos és beteg állapotokban. Budapest [1937], Novák, 198 p.
A M. Pszich. Szle, 10. évf. 1937. 1–4. sz. megjelent „A magasabb szellemi működések…” c. cikk bőv. klny.-a.
ld. 190. tételt.

197. Látótelep-táji agydaganat különösen tanulságos esete. Adatok az ébrenlét és alvós, az emlékezet, a hangulatok és a személyiség élet- és kórtanához. – Budapest Orvosi Újság, 37. évf. 1939. 23. sz. 529-540. p.

198. A nehezen kiváltható ínreflexek kiváltásának módjairól. Az Orvosi Gyakorlat Kérdései, 12. évf. 1939. 45–46. p. (Mell.: Orvosi Hetilap, 83. évf. 1939. 10. sz.-hoz.)

199. Centenaire de Th. Ribot. Jubilé de la psychologie scientifique française. Paris, 1939, Impr. Modernet – – tanulmánya az emlékezet szomatikus alapjairól. 601– p.
- 1940

200. A szellemi működések törvényszerűségei az elme egynémely beteg állapotaiban. – Magyar Pszichológiai Szemle, 13. évf. 1940. 1–4. sz. 9–38. p.

201. Test, lélek, szellem. A Magy, Filozófiai Társ. vitaülése 1940, febr. 13-án. – – hozzászólása. – Athenaeum, 26. évf. 1940. 2. sz. 163–165. p. Klny.-ként: [Budapest Egyet. ny.] 1940. 163–165. p.

202. Esser, J. F. S. – –: Reconstruction of hand and 4 fingers by transplantation of middle part of foot and 4 toes. – Annals of Surgery (Philadelphia), 111. vol. 1940. Apr. 655–659. p.
- 1941

203. A sokgócú keményedés kór- és gyógytanának mai állása. – Budapest Orvosi Újság, 39. évf. 1941. 37. sz. 433-439. p.

204. Benedek László – –: Az ikertelepen ülő haemangioblastomáról. – Gyógyászat, 81. évf. 1941. 2. sz. 17–20. p., 3. sz. 32–34. p. 
Klny.-ként: Budapest 1941, Globus ny. 18 p.
- 1942

205. A magyar lélektani törekvések. – Lélektani tanulmányok külön köt. 1942. 471–496. p.
- 1943

206. Adatok az endogén kedélyi psychoneurosisok és sajátképeni elmebóntalmak aktív gyógykezelésének kérdéséhez. Budapest 1943. [Franklin ny.] 38 p. (Klny, az Orvosképzésből.)
- 1946

207. Búcsú asszisztenciámtól.
Megj.: Lélektani tanulmányok (8. köt) Ranschburg Pál emlékére. Szerk. Harkai Schiller Pál. Kiad. a Pázmány P. Tudományegyetem Lélektani Intézete. Budapest 1946. 7–8 p.

208. Harkai Schiller Pál cselekvéstani lélektana. (Referátum.) Megj.; Lélektani tanulmányok (8. köt.) Ranschburg Pál emlékére, Szerk. Harkai Schiller Pál. Kiad. a Pázmány P, Tudományegyetem Lélektani Intézete. Budapest 1946. 56—85. p. 
- 1970

209. Behaviorizmus és pszichológia.
Megj.: Behaviorizmus. Vál., bev. Kardos Lajos. Budapest 1970, Gondolat. 119–136. p. Eredeti cikk: 1932, 162. tétel.
- Évjelzés nélkül

210. Közlemények a Gyógypaedagógiai Psychológiai Magyar Királyi Laboratóriumból. Szerk. – – Budapest Franklin.

211. – – Magyar Elmeorvosok Egyesületének 10. Orsz. Értekezletén előadandó referátumának ismertetése. Budapest Attila ny. 8–14. p.

## Emlékezete
- Ranschburg Pál születésének 100. évfordulója (1970) alkalmából alapította a Magyar Pszichológiai Társaság a Ranschburg-emlékérem kitüntetést.
- 1992-ben került Emléktábla az első gyógypedagógiai lélektani laboratórium Mosonyi utca 6. sz. épületére a Magyar Gyógypedagógusok Egyesületének kezdeményezése nyomán a Magyar Pszichológiai Társaság együttműködésével
- A Nemzeti Kegyeleti Bizottság 32/2005 sz. határozata sírját védetté nyilvánította. In: Magyar Közlöny 2005/163.sz., 1132–1133 p. Új Köztemető, 28-2-135/136 sírhely.
- 2020-ban – születésének 150., halálának 75. évfordulóján – Ranschburg Pál-emlékévet nyilvánított ki a Magyar Pszichológiai Társaság. A megemlékezések azonban a Ranschburg-életmű által leginkább érintett három szakma: a magyar pszichológiai, pszichiátriai és gyógypedagógiai társaságok képviselőinek részvételével zajlottak. Ebből az alkalomból 2020. február 21-én bronz domborműves emléktáblát avattak a Budapest V. Kerületi Hild téren, Ranschburg Pál háborúban megsemmisült egykori lakóháza mellett – a dombormű Gera Kata szobrászművész alkotása –; tudományos emlékülést tartottak az MTA-n 2020. március 6-án; és emlékkötetet adtak ki „Non omnis moriar” Ranschburg Pál-emlékkötet címen, a konferencia anyagára építve.